# Municipio de Tecpatán
El Municipio de Tecpatán es uno de los 124 municipios del estado mexicano de Chiapas, se encuentra en el noroeste del estado y gran parte de su territorio se encuentra ocupado por el embalse de la Presa "Netzahualcóyotl", más conocida como Presa Malpaso. Su cabecera es el pueblo de Tecpatán.

## Toponimia
El nombre Tecpatán, es la castellanización del término en lengua náhuatl Tecpatlán. Es un topónimo aglutinado que se compone de dos palabras:
Técpatl = cuchillo de pedernal.
-tlan = partícula de abundancia que indica “lugar donde abundan”, es decir:
"lugar donde abundan los cuchillos" o "lugar de los pedernales"

## Localización
El municipio de Tecpatán se encuentra en la zona noroeste del estado de Chiapas, sus límites son al norte con el municipio de Ostuacán, al noreste con el municipio de Francisco León, al este con el municipio de Ocotepec y el municipio de Copainalá, al sur con el municipio de Cintalapa y el municipio de Ocozocoautla de Espinosa y al noroeste con el estado de Veracruz de Ignacio de la Llave, particularmente con el municipio de Las Choapas.
Su extensión territorial es de 37,543 km², uno de los más extensos del estado de Chiapas, y representa el 6.09% del territorio del estado.

### Hidrografía
Tecpatán se encuentra en la mayor región hidrológica de México, la Región Grijalva-Usumacinta, y a las cuencas Río Grijalva - Villahermosa al norte y a la Río Grijalva - Tuxtla Gutiérrez, el límite de ambas cuencas está señalado por la Presa Malpaso y dividen el municipio de forma transversal de este a oeste.
El río Grijalva que también es conocido localmente como Río Grande de Chiapas recorre el territorio del municipio de sur a norte y es la mayor corriente del territorio, todas las restantes corrientes menores desaguan en él, y en la zona norte del municipio es represado en la segunda mayor presa de México, la Presa Malpaso que inunda un importante sector del territorio municipal.

### Clima y ecosistemas
La zona norte del municipio registra un clima clasificado como Cálido húmedo con lluvias todo el año y el sector sur tiene clima Cálido húmedo con abundantes lluvias en verano, todo el territorio tiene una temperatura media anual que va de 24 a 26 °C, y la precipitación media anual en la mayor parte del territorio va de 3,000 a 2,000 mm, a excepción de la zona sur donde es 2,000 a 1,000 y en la zona de los límites con Veracruz donde es de 4,000 a 3,000 mm, en todos los casos son de las zonas con mayor precipitación en México.
La vegetación del municipio se divide en selva alta, localizada principalmente al sur de la Presa Malpaso y en sectores del norte del municipio, y en pastizales que se ubican en la zona central del territorio.

## Demografía
La población registrada en 2020 por el Censo de Población y Vivienda llevado a cabo por el Instituto Nacional de Estadística y Geografía dio como resultado que en Tecpatán hay un total de 21,426 habitantes, de estos 10,664 son hombres y 10,762 son mujeres. En comparación a 2010, la población de Tecpatán decreció un -47.8%.
| Periodo | Número total de personas | Hombres | Mujeres |
| ------- | ------------------------ | ------- | ------- |
| 2020    | 21,426                   | 10,664  | 10,762  |
| 2010    | 41,045                   | 20,420  | 20,625  |
| 2005    | 37,543                   | 18,558  | 18,985  |
| 2000    | 38,383                   | 19,166  | 19,217  |
| 1995    | 34,988                   | 17,846  | 17,142  |

### Localidades
En el censo de 2020 el municipio de Tecpatán contaba con 197 localidades.
| Código INEGI      | Localidad           | Población (2020) |
| ----------------- | ------------------- | ---------------- |
| 070920001         | Tecpatán            | 4 950            |
| 070920020         | Luis Espinosa       | 1 773            |
| 070920014         | Francisco I. Madero | 1 461            |
| 070920158         | Nuevo Naranjo       | 1 011            |
| Otras localidades | Otras localidades   | 12 231           |
| Total municipal   | Total municipal     | 21 426           |

## Comunicaciones
Con el desarrollo de los últimos años el territorio del municipio de Tecpatán se ha convertido en un importante nudo de comunicaciones entre Chiapas y en centro del país, la principal carretera que lo atraviesa es:
- Carretera Federal 187

Esta carretera tuvo su origen con la construcción de la Presa Malpaso y la fundación de Raudales Malpaso, la carretera enlazaba originalmente esta población con el estado de Tabasco, particularmente con las poblaciones de Villa Chontalpa, Huimanguillo, Heroica Cárdenas, Comalcalco y Paraíso, además de las comunidades de Adolfo López Mateos y Progreso, ambas en el mismo municipio; en 2003 durante el gobierno de Pablo Salazar Mendiguchía se construyó la prolongación de esta carretera hacia el centro de Chiapas, enlazando Raudales Malpaso con Ocozocoautla de Espinosa y Berriozábal, constituyendo una vía corta entre Chiapas y particularmente su capital, Tuxtla Gutiérrez, con el centro del país, esta carretera salva la Presa Malpaso a través del Puente Chiapas de 1,208 metros de longitud, esta vía significa un ahorro aproximado de 4 horas en el tiempo de traslado de la Ciudad de México a Tuxtla Gutiérrez, además de ser mucho más seguro pues se da por autopista desde la Ciudad de México hasta Coatzacoalcos, Veracruz, donde concluye la nueva carretera, mientras que con anterioridad el traslado carretero se tenía que dar a través de la Carretera Federal 185 o "Transístmica" o por la Carretera Federal 190 a través de la estado de Oaxaca.
Con anterioridad a esta construcción la comunicación principal del municipio era a través de la carretera estatal que comunicaca a Raudales Malpaso con la cabecera municipal, Tecpatán, con las poblaciones de Copainalá, Chicoasén y San Fernando, concluyendo en Tuxtla Gutiérrez; otra carretera estatal comunicaba la zona sur del municipio, uniendo Ocozocoautla de Espinosa con la población de Apic-Pac en la ribera sur de la Presa Malpaso.
Existe un gran proyecto de autopista Villahermosa-Tuxtla Gutiérrez entre las dos ciudades sustituyendo la carretera de la selva negra que estaba en desuso total, actualmente ese proyecto va a pasar por la carretera en donde la carretera Tecpatán-Copainalá-Chicoasén-San Fernando pasará la zona de las cabeceras municipales de Ostuacán-Chapultenango-Sunuapa-Reforma-Juárez (Chiapas)-este trayecto comunicara a las poblaciones de Villahermosa-Teapa y Pichucalco y por Reforma-Juárez (Chiapas) comunicará a la ciudad de Comalcalco y Paraíso convirtiendo en esta región más comercial y en desarrollo.

## Política
Como en todos los municipios de México, el gobierno le corresponde al Ayuntamiento, el cual es integrado siguiendo particularidades definidas por los estándares legales de cada estado, en el caso de Tecpatán está formado por un Presidente Municipal, un síndico, seis regidores de Mayoría relativa y cuatro de representación proporcional que integran el Cabildo.
El Ayuntamiento es electo mediante una planilla para un periodo de tres años no reelegibles para el periodo inmediato, pero si de manera intercalada y entra a ejercer su cargo el día 1 de enero del año siguiente al que se realizó la elección.

### Representación legislativa
Para la elección de Diputados representantes de la población tanto al Congreso de Chiapas como a la Cámara de Diputados de México, la integración de Tecpatán es como sigue:
Local:
- XIII Distrito Electoral Local de Chiapas con cabecera en Copainalá.[14]

Federal:
- IV Distrito Electoral Federal de Chiapas con cabecera en la ciudad de Ocozocoautla de Espinosa.[15]

### Presidentes municipales
- (1996 - 1998): Jorge Eduardo Albores Marín
- (1999 - 2001): Ovidio Álvarez Álvarez
- (2002 - 2004): Nereo de la Cruz Robles
- (2005 - 2007): Armando Pastrana Jiménez
- (2008 - 2010): Patricia del Carmen Conde Ruiz
- (2011 - 2012): Luis Aguilar Márquez
- (2013 - 2016): Rodolfo Guzmán Lopez
- (2016 - 2018): Armando Pastrana Jiménez
- (2018 - 2021): Patricia Haydee Guzmán Arvizu
- (2021 - 2024): Jorge Guzmán Lopez